# Серые киты (род)
Серые киты (лат. Eschrichtius) — род усатых китов из одноимённого подсемейства (Eschrichtiinae) семейства полосатиковых. Единственный современный вид — серый (калифорнийский) кит (Eschrichtius robustus). Древнейшие ископаемые остатки, идентифицированные как принадлежащие представителю рода серых китов (Eschrichtius sp.), обнаружены в отложениях верхнеплиоценовой формации Ючи (3,8—2,6 млн лет) в Хоккайдо (Япония). 
Родовое название Eschrichtius дано в честь датского натуралиста Даниеля Фредерика Эшрихта (1798—1863). 

## Классификация
По данным сайта Paleobiology Database, на сентябрь 2020 года в род включают два вида:
- Eschrichtius robustus (Lilljeborg, 1861) — Серый кит, или калифорнийский кит
- † Eschrichtius akishimaensis Kimura et al., 2018

Также в род включают один вымерший таксон в статусе nomen dubium: Eschrichtius mysticetoides Emmons, 1858.